# Gournay-sur-Aronde
 Gournay-sur-Aronde  es una población y comuna francesa, en la región de Picardía, departamento de Oise, en el distrito de Compiègne y cantón de Ressons-sur-Matz.

## Demografía
| 573 | 554 | 513 | 513 | 544 | 581 |
| Para los censos de 1962 a 1999 la población legal corresponde a la población sin duplicidades (Fuente: INSEE [Consultar]) |     |     |     |     |     |